# Вірус саркоми Рауса
Вірус саркоми Рауса (Rous sarcoma virus) — ретровірус, перший описаний онковірус. Викликає саркому у курей. 
Як і всі інші ретровіруси, здійснює зворотну транскрипцію геному РНК у кДНК перед її інтеграцією в ДНК господаря.

## Історія
Вірус саркоми Рауса був відкритий у 1911 році Пейтоном Раусом, який працював в Університеті Рокфеллера в Нью-Йорку, шляхом введення безклітинного екстракту пухлини курей здоровим курям породи Плімутрок. Виявлено, що екстракт викликає онкогенез. Визначено, що пухлина складається зі сполучної тканини (саркома).  Таким чином, вірус саркоми Руса став відомий як перший онкогенний ретровірус, який можна було використовувати для вивчення розвитку раку на молекулярному рівні.

## Будова і геном
Штами вірусу саркоми Рауса, які вільно реплікуються, такі як Prague-C, мають чотири гени:
- gag – кодує капсидні білки
- pol – кодує зворотну транскриптазу
- env – кодує протеїни, що формують вірусну оболонку.
- src – кодує тирозинкіназу, яка приєднує фосфатні групи до амінокислоти тирозину в білках клітини-господаря.

Однак не всі штами RSV мають усі чотири гени, які дозволяють йому як самостійно розмножуватися, так і трансформувати клітини. Не зрозуміло, чи був вихідний штам Рауса здатний відтворюватися самостійно, чи деякі нащадки отримали цю здатність пізніше. Небагато гострих онкогенних або трансформуючих ретровірусів здатні до реплікації без допоміжного вірусу, тому недефектні штами вірусу саркоми Рауса досить унікальні.
Геном вірусу саркоми Рауса має кінцеві повтори, що дозволяють йому інтегруватися у геном господаря, а також забезпечують надекспресію генів вірусу саркоми Рауса.

## Цикл реплікації

### Вхід у клітину
Існує два способи проникнення вірусів у клітину-господаря: рецептор опосередкований ендоцитоз або злиття. Злиття відбувається, коли вірус зливається з мембраною клітини-мішені та випускає свій геном у клітину.

### Транскрипція
Для того, щоб відбулася транскрипція геному вірусу саркоми Рауса, необхідний праймер. 4S РНК — праймер для вірусу саркоми Рауса, а 70S РНК служить матрицею для синтезу ДНК. Зворотна транскриптаза, РНК-залежна ДНК-полімераза, транскрибує вірусну РНК у повнорозмірну кДНК. 